# Рябчиков, Николай Петрович
Никола́й Петро́вич Ря́бчиков (27 ноября [10 декабря] 1908, Советский район — 13 марта 1968, Йошкар-Ола) — советский государственный и политический деятель, председатель Президиума Верховного Совета Марийской АССР.

## Биография
Член ВКП(б). С 1930 года — на общественной и политической работе. Окончил Марийскую высшую коммунистическую сельскохозяйственную школу (1936), Высшую партийную школу при ЦК ВКП(б) (1950). В 1930—1958 годах — председатель Кужмаринского сельского Совета Марийской автономной области (1930—1937), 1-й секретарь Марийского обкома ВЛКСМ (1937—1938), заведующий отделом печати Марийского обкома ВКП(б) (1938—1939), заместитель председателя Совета Народных Комиссаров МАССР (1939—1941), 1-й секретарь Моркинского районного комитета ВКП(б) Марийской АССР (1941—1944), председатель Президиума Верховного Совета Марийской АССР (1944—1948), 1-й секретарь Йошкар-Олинского городского комитета КПСС (1950—1955).
Избирался депутатом Верховного Совета РСФСР 2-го созыва (1947—1951), Верховного Совета СССР 4-го созыва (1954—1958). Депутат Верховного Совета Марийской АССР (1938—1959).

## Награды
- Орден Ленина (1946)
- Орден Трудового Красного Знамени (1951)
- Почётная грамота Президиума Верховного Совета Марийской АССР (1942, 1943)

## Память
В честь него названа улица в деревне Шудасола Советского района Марий Эл.